# Piezasteria sternalis
Piezasteria sternalis là một loài bọ cánh cứng trong họ Cerambycidae.